# Võ lâm ngoại sử
Võ lâm ngoại sử (còn gọi Phong Tuyết Phủ Trung Châu) là một cuốn tiểu thuyết của nhà văn quá cố Cổ Long. Tác phẩm này đánh dấu một bước ngoặt mới trong sự nghiệp sáng tác võ hiệp của ông, đưa Cổ Long lên ngang hàng với Kim Dung trở thành hai tác giả lớn nhất của làng tiểu thuyết võ hiệp.

Võ Lâm Ngoại Sử

Võ lâm ngoại sử cùng Đại Kỳ Anh Hùng Truyện, Tuyệt Đại Song Kiêu, và Hoán Hoa Tẩy Kiếm Lục đã được gọi là Cổ Long Trung Kỳ “Tứ Đại Danh tác”. Bốn bộ này không chỉ đã được đưa vào Cổ Long Tiểu Thuyết Hệ Liệt, mà còn được chọn vào bộ Võ Hiệp Văn Học Trung Quốc, bao gồm những tác phẩm được đánh giá cao về giá trị văn hóa.
Tác phẩm Võ lâm ngoại sử của nhà văn Cổ Long được dịch sang tiếng Việt bởi nhà dịch giả Thương Lan dưới tên tựa "Võ Lâm Tuyệt Địa". Dịch giả Thương Lan đã cắt xén thêm thắt câu truyện, nên bản dịch tiếng Việt và nguyên tác tiếng Trung có ít nhiều khác biệt. Bài viết này dựa theo sát nguyên tác của Cổ Long.
Năm 2001, Đài Truyền hình Trung Quốc sản xuất bộ phim truyền hình “Võ lâm ngoại sử” phỏng theo tiểu thuyết kiếm hiệp trên của nhà văn Cổ Long. Tuy là phỏng theo nguyên tác, nhưng phim và truyện gần như hoàn toàn khác nhau. Chỉ có tên nhân vật trong truyện được sử dụng trong phim. Bài viết này dựa trên truyện nguyên tác.

## Tóm tắt nội dung

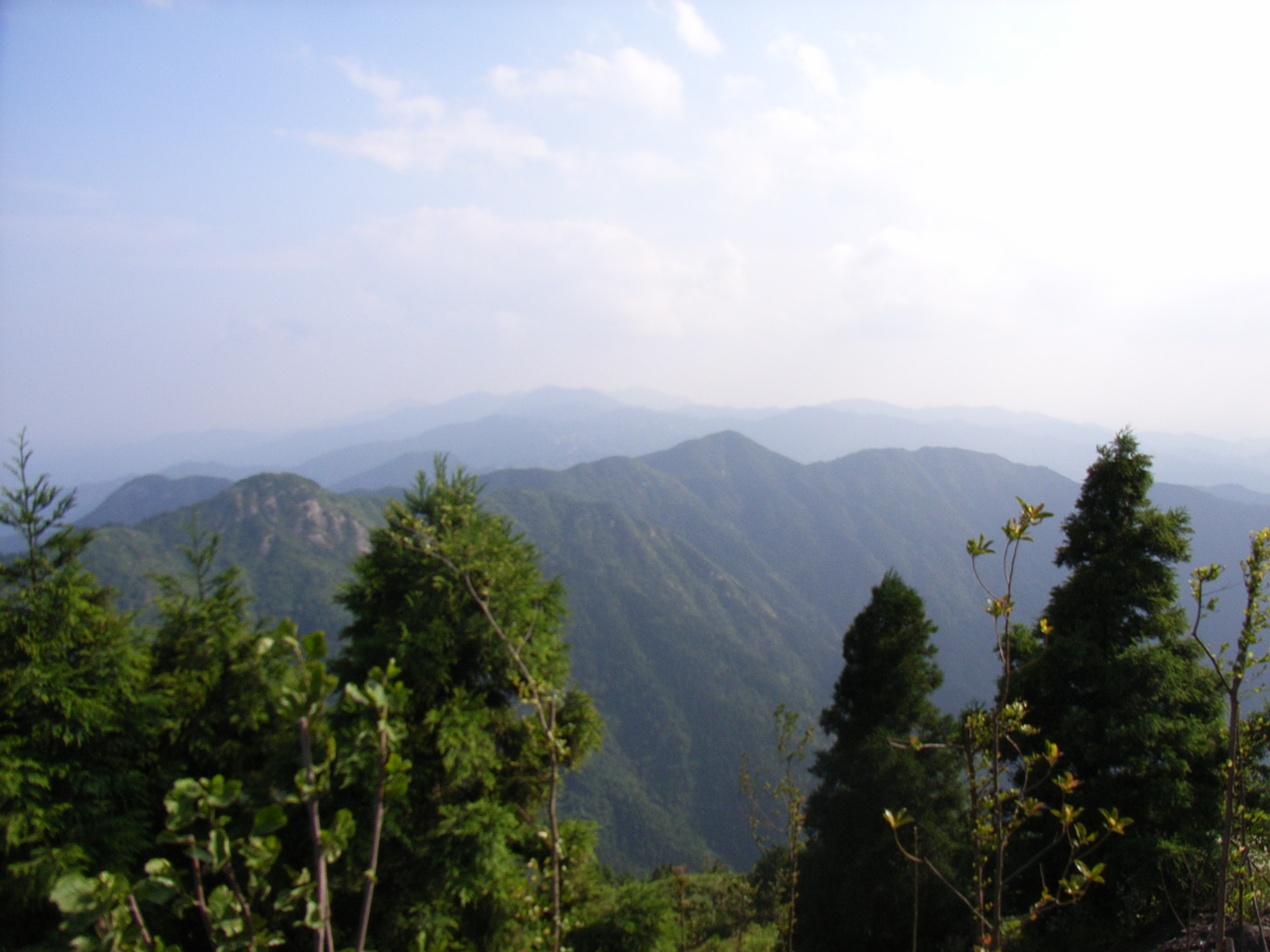
Núi Hành Sơn năm 2007

Mười năm trước, Tử Ngọc Quan đem bí kíp “Vô địch bảo giám, thất thập nhị thần công” lừa gạt giang hồ gây nên trận Hành Sơn. Nơi đó không chỉ tinh hoa của võ lâm Trung Nguyên bị chôn vùi, mà ngay cả những bí kíp võ công của các đại môn phái cũng bị thất tung. Gần đây, một nhân vật mới xuất hiện nơi Nhạn Môn Quan mang tên Khoái Lạc Vương. Y không những tinh thông võ học của các môn phái hiện thời mà thông hiểu luôn cả những bí kíp thất truyền của các đại phái. Thế lực của y thâm nhập vào cả Trung Nguyên dường như có ý đồ giành ngôi bá chủ võ lâm. Tam huynh đệ chủ nhân Nhân Nghĩa Trang, triệu hội Thất Đại cao thủ đương thời bàn cách đối phó.
"Hoạt Tài Thần" Thất tiểu thơ Chu Thất Thất dẫn theo tiểu đệ Chu Bát từ Giang Nam đến Nhân Nghĩa Trang kiếm tình lang Thẩm Lãng. Hai chị em đã gây nhiều phiền toái với bọn người trên giang hồ. Thẩm Lãng dẫn hai người trốn chạy đến Tất Dương thành, định nghỉ qua đêm.
Tại thành Tất Dương đã xảy ra nhiều chuyện lạ. Cùng bọn người giang hồ, Thẩm Lãng cùng Chu Thất Thất và Chu Bát vào Cổ Mộ điều tra. Tại đây, Thẩm Lãng đấu trí đấu dũng với Kim Vô Vọng, "Tài" sứ giả dưới trướng của Khoái Lạc Vương. Dùng nghĩa đối đãi nhau, Thẩm - Kim từ địch nhân trở nên bằng hữu. Chốn Cổ Mổ, Kim Vô Vọng theo lời Thẩm Lãng thả bọn Phương Thiên Lý, Triển Anh Tòng, Thiết Hoá Hạc … mấy người. Nhưng sau khi rời Cổ Mộ, mấy người này đột nhiên mất tích một cách hết sức kỳ bí. Kim Bất Hoán vu oan cho Thẩm Lãng đã cấu kết cùng Khoái Lạc Vương. Thẩm Lãng hẹn nửa tháng điều tra “nghi án hang quỷ” để chứng minh sự trong sạch của mình. Tại Cổ Mổ, Chu Bát cũng bị mất tích.
Vì muốn giúp Thẩm Lãng, Chu Thất Thất tự ý theo dỏi bọn Bạch Vân Mục Nữ tới Lạc Dương thành. Nàng phát hiện được âm mưu của mẹ con Vương Lân Hoa, nhưng nàng bị Vương Phu Nhân kìm chế. Vương Lân Hoa si mê Chu Thất Thất, dùng mọi thủ thuật tán tỉnh nàng không thành, nên thả nàng. Trên đường tìm về Thẩm Lãng, Chu Thất Thất chuộc cô gái nô lệ Bạch Phi Phi, gặp du hiệp Hùng Miêu Nhi, bị Đoạn Hồn đạo trưởng bắt nạt,... sau cùng nàng và Bạch Phi Phi lọt vào tay “Sắc” sứ giả của Khoái Lạc Vương. Cả hai cùng bị dị dung trở nên cực kỳ xấu xí để dễ bề rời Trung Nguyên ra Quan Ngoại.
Trên đường đi tìm Thất Thất, Thẩm Lãng gặp Hùng Miêu Nhi lúc đó đã bị nhan sắc của Thất Thất “hớp hồn” và anh cũng đang truy kiếm tung tích của nàng. Hùng Miêu Nhi cứu được Chu Thất Thất và Bạch Phi Phi nhưng phải cậy nhờ Vương Lân Hoa phục hồi nhan sắc cho hai nàng. Gặp lại Thẩm Lãng, Chu Thất Thất tỏ bày cùng chàng bộ mặt thật của Vương Lân Hoa, nhưng hắn chối. Thẩm Lãng phanh phuy sự thật, nhưng vô tình cùng Hùng Miêu Nhi tổn thương lòng tự ái của Thất Thất, nàng giận dỗi bỏ đi, nửa đường gặp Kim Vô Vọng, cùng gã có một đoạn ân tình.
Thẩm Lãng và Thất Thất sum họp sau cái nạn Thẩm Lãng “giả” và hỏa hoạn do Vương Lân Hoa gây ra. Thất Thất ghen vì Thẩm Lãng vẫn mang Bạch Phi Phi đi cùng. Thẩm Lãng dùng lời lẻ uyển chuyển trấn an nàng, rằng chàng chỉ dành cho Bạch Phi Phi cái tình thương hại bao dung vì cô ấy cơ khổ linh đinh không nơi nương tựa, chứ không phải là chàng thích cô.
Bao nhiêu tai ương xảy ra liên tiếp, Bạch Phi Phi bị Kim Bất Hoán và Vương Lân Hoa bắt cóc, Từ Nhược Ngu tử nạn trong trận chiến với Cái Bang, Kim Vô Vọng mất tay trở nên tàn phế,... Thẩm Lãng trong cơn nóng giận cho tất cả là lỗi Thất Thất và quyết cùng nàng xa cách. Thất Thất trong lúc buồn đau lại bị Vương Lân Hoa giật dây, định trả hận Thẩm Lãng để chàng mang tiếng bất nghĩa với giang hồ ở Cái Bang Đại hội. May nhờ Hùng Miêu Nhi trợ giúp Thẩm Lãng, kế hoạch đó không thành. Tại đại hội Cái Bang, Thẩm Lãng đả bại Hàn Linh, "Tửu" sứ giả của Khoái Lạc Vương, tiếng vang lừng lẫy.
Chu Thất Thất lại bị Vương Lân Hoa giả làm Cái Bang đệ tử bắt cóc mang đi. Vì muốn kéo dài thời gian chờ người tới cứu, Thất Thất giả vờ ưng thuận gả cho Lân Hoa. Không ngờ Thẩm Lãng và Hùng Miêu Nhi nghe được. Hai chàng thiếu hiệp anh hùng nổi ghen. Tình cảm giữa Thẩm Lãng và Thất Thất càng thêm ngăn cách. Thất Thất tột cùng đau khổ giả làm Khoái lạc Vương quyết chết dưới tay người yêu. Thẩm Lãng nhanh trí nhận ra mọi sự. Nơi này chàng thổ lộ cùng nàng "Lòng của Thẩm Lãng, nào phải đâu sắt thép!"
Hạnh phúc ngắn ngủi! Thất Thất bất cẩn, Vương Lân Hoa bỏ thuốc mê vào rượu, hại ba người lọt vào tay mẹ con họ Vương. Vì bảo toàn sự an nguy cho Thất Thất và Hùng Miêu Nhi, Thẩm Lãng bằng lòng đính hôn với Vương Phu Nhân và lên đường đến Khoái Lạc Thành giết Khoái Lạc Vương rửa hận cho bà. Thì ra, Vương Phu Nhân kia chính là Mộng Vân Tiên Tử, mười năm trước đã cùng Tử Ngọc Quan Khoái Lạc Vương lừa gạt giang hồ trong trận Hoành Sơn. Vì muốn giữ các bí kiếp võ lâm cho riêng mình, y đã lừa bỏ hai mẹ con bà.
Cùng Nhiễm Hương đến Khoái Lạc Thành, Thẩm Lãng gặp lại Bạch Phi Phi. Theo lời cô, Vương Phu Nhân đã thuyết phục cô dùng mỹ nhân kế đem mình hiến cho Khoái Lạc Vương để dò la tin tức. Cô bằng lòng vì Vương Phu Nhân cho biết Khoái Lạc Vương có thù với chàng. Cũng lúc đó, Vương Lân Hoa đưa Thất Thất và Hùng Miêu Nhi đến Khoái Lạc Thành. Lân Hoa và Thất Thất cho Thẩm Lãng hay rằng họ đã đính hôn. Thẩm Lãng ngoài cứng trong mềm, tin này đã làm cho chàng hoang mang tinh thần hỗn loạn, suýt chút thì mất mạng dưới tay Long Tứ Hải. Nhờ Độc Cô Thương, "Khí" sứ giả của Khoái Lạc Vương, vì bất mãn với lối dùng người vắt chanh bỏ vỏ của hắn, đã "cải tà quy chính" quyết cùng Thẩm Lãng trừ Khoái Lạc Vương dẹp loạn cho võ lâm.
Tại nơi U Linh Quỷ Cung, Thất Thất được Nhiễm Hương nói rỏ lòng của Thẩm Lãng. Dù bao nhiêu cám dỗ, chàng chỉ một lòng mang bóng hình nàng. Thất Thất vô vàng đau khổ.
Thẩm Lãng, Vương Lân Hoa, và Độc Cô Thương đi tìm Hùng Miêu Nhi và Chu Thất Thất mà lạc chân vào U Linh Quỷ Cung. Nơi đây, sự thật được phơi bày. Thì ra, Bạch Phi Phi chính là U LInh Cung Chúa. Cô cũng là tỷ tỷ cùng cha với Vương Lân Hoa. Năm xưa, vì muốn U Linh Bí Cấp, Tử Ngọc Quan gạt tình mẹ Bạch Phi Phi. Vì Mộng Vân Tiên Tử, y bỏ rơi mẹ con cô. Cô tự bán mình vào Trung Nguyên tìm cơ hội vào nhà họ Vương trả thù cho mẹ. Nhưng sau khi biết Tử Ngọc Quan cũng bỏ rơi mẹ con Mộng Vân Tiên Tử, cô bằng lòng hợp tác với họ rửa hận Tử Ngọc Quan. Ép Thẩm Lãng thành hôn với mình không thành, Bạch Phi Phi phá đá nhốt cả bọn mấy người trong hang núi. Giữa bóng tối hang sâu, họ gặp lại Hùng Miêu Nhi và Chu Thất Thất. Thẩm Lãng cùng Chu Thất Thất xoá bỏ hiểu lầm và tha thứ cho nhau. Vương Lân Hoa cực chẳng đã, huỷ bỏ hôn ước với Thất Thất để hai người Thẩm-Chu trọn vẹn.
Để cho bọn bốn người có thời giờ chạy trốn khỏi Khoái Lạc Lâm, Độc Cô Thương đập đầu tự vẫn trong hang núi. Sau bao nhiêu vất vả và cơ trí, khi gần tới bến bờ tự do, vì lòng quân tử của Hùng Miêu Nhi và lòng tốt của Thẩm-Chu, bọn họ mắc phải khổ nhục kế của Bạch Phi Phi, mà rơi vào tay của Khoái Lạc Vương. Bạch Phi Phi vì hận Thẩm Lãng không chịu kết hôn với mình, quyết một lòng giết chàng. Cô hứa gả cho Khoái Lạc Vương với mục đích làm cho y tột cùng khổ đau khi biết y thành thân cùng con gái ruột. Cùng lúc, mượn sức y để giết Thẩm Lãng cả bọn bốn người.
Tại Lâu Lan thành cổ, Bạch Phi Phi nhốt riêng Thẩm Lãng, trộn xuân dược trong đồ ăn của chàng muốn cùng chàng giao hợp. Không ngờ, Thẩm Lãng không những chiến thắng dục vọng do sự kích thích của xuân dược mà còn lợi dụng thời khắc đó bế phong huyệt đạo tự giải phóng mình và chờ thời cơ cứu người yêu, bằng hữu, cùng... Vương Lân Hoa. Giữa cuộc hỗn loạn trong ngày hôn lễ, cả bọn bốn người trốn khỏi Lâu Lan Thành, mang theo cô gái hôn mê, mà sau này họ mới biết đó là Bạch Phi Phi.
Giữa sa mạc, Chu Thất Thất không nhớ đến những ngược đãi của Bạch Phi Phi đối với nàng trong những ngày lao lý, dùng phần nước của mình hy vọng cứu Bạch Phi Phi ra khỏi cơn mê. Cảm kích, Bạch Phi Phi ra đi lưu lại ba mươi hai chữ trên cát. Sau khi liễu nhục bốn người, cô mang thư cùng với địa hình trao cho Kim Vô Vọng để cứu họ. Qua Kim Vô Vọng, họ được biết Lâu Lan thành cổ đã bị cháy tan thành tro bụi. Mộng Vân Tiên Tử và Tử Ngọc Quan đồng quy vu tận. Võ Lâm Trung Nguyên thoát hoạ một lần. 
Câu chuyện tới đây chấm dứt. Trong những tác phẩm sau này của Cổ Long, chuyện bốn người được nhắc đến như một... Huyền Thoại Võ Lâm.

## Giá trị
Truyện không là bản tình ca muôn thuở cho những đôi tình nhân mà nó là bức chân dung sinh động cho những tấm lòng biết vị tha và độ lượng. Những trái tim mang đầy những tâm sự khác nhau khó nói, những tình yêu đầy nước mắt lẫn ý nghĩa nhân văn, những sự sống nhỏ nhoi nhưng không kém phần thanh khiết. Liệu họ sẽ về đâu trên bước đường giang hồ đầy sóng gió? Họ có được bên nhau với những tâm hồn đầy nhiệt huyết? Tất cả làm người đọc phải suy ngẫm với một thái độ đầy nghiêm túc. Có điều, chính những trái tim bao la ấy mới chính là giá trị đích thực làm nên sự toàn vẹn và trường tồn của tác phẩm. Và dù với biết bao tác phẩm xuất sắc khác đang thu hút độc giả của Cổ Long, Võ Lâm Ngoại Sử vẫn giữ một vị trí vững bền trong lòng người đọc.

## Nhân vật chính

### Thẩm Lãng
Là một chàng trai tài trí, võ nghệ song toàn. Hơn thế chàng còn có một trái tim biết yêu thương từng sinh mạng, và cũng vì thế chàng luôn được đồng đạo võ lâm giúp đỡ. Với trí thông minh hiếm có, Thẩm Lãng đã từng bước tìm ra kẻ thù lớn và đồng thời cũng giúp võ lâm trừ đi không ít mối họa lớn.

### Bạch Phi Phi
Con gái của cung chúa U Linh Cung. Ngay từ nhỏ đã thường xuyên bị bà mẹ độc ác hành hạ do căm hận cha nàng bỏ rơi bà. Nàng nuôi trong lòng mối hờn cha, kẻ đã bỏ rơi mẹ mình nên nung nấu một kế hoạch trả thù Khoái Hoạt Vương. Đây là cô gái có tâm cơ sâu xa, mang ân Chu Thất Thất, cảm mến Kim Vô Vọng, có cảm tình với Thẩm Lãng nhưng vì mục đích riêng sẵn sàng đem họ làm quân tốt thí, thậm chí đã không tiếc hủy mình, rắp tâm phạm tội tày trời chỉ để sắp đặt một âm mưu kinh hoàng trả thù Khoái Hoạt Vương.

### Vương Liên Hoa
Là con trai của Khoái Hoạt Vương Sài Ngọc Quan cùng Vương Vân Mộng.Y đem lòng yêu thích Châu Thất Thất và dùng rất nhiều thủ đoạn hòng chiếm đoạt nàng.

### Châu Thất Thất
Là con gái đại phú hào Châu Phú Quý. Nàng từ nhỏ đã rất tinh nghịch, bướng bỉnh và nóng nảy nhưng vô cùng nhân hậu, lương thiện và trong sáng. Nàng yêu Thẩm Lãng và tình yêu của họ luôn gặp rắc rối vì Thẩm Lãng luôn tỏ vẻ thờ ơ với nàng.

## Lưu ý
Nên phân biệt "truyện" và "phim" Võ Lâm Ngoại Sử (đặc biệt là bản phim năm 2000) vì hai tác phẩm thuộc hai thể loại này khác nhau đến hơn 80% cốt truyện.

## Chuyển thể
Võ Lâm Ngoại Sử được chuyển thành thành bộ phim truyền hình dài 40 tập, công chiếu năm 2001 với Huỳnh Hải Băng vai Thẩm Lãng, Vương Diễm vai Bạch Phi Phi và Trương Diễm Diễm vai Chu Thất Thất.